# Lijst van planetoïden 30301-30400
Dit is een lijst van planetoïden 30301-30400. Voor de volledige lijst zie de lijst van planetoïden.
| Naam                 | Voorlopige naamgeving | Datum ontdekking | Ontdekker   |
| -------------------- | --------------------- | ---------------- | ----------- |
| (30301) -            | 2000 HK87             | 27 april 2000    | LINEAR      |
| (30302) -            | 2000 HS88             | 28 april 2000    | LINEAR      |
| (30303) -            | 2000 HS93             | 29 april 2000    | LINEAR      |
| (30304) -            | 2000 HZ103            | 27 april 2000    | LONEOS      |
| (30305) Severi       | 2000 JA               | 1 mei 2000       | P. G. Comba |
| (30306) Frigyesriesz | 2000 JD               | 2 mei 2000       | P. G. Comba |
| (30307) Marcelriesz  | 2000 JE               | 2 mei 2000       | P. G. Comba |
| (30308) -            | 2000 JN1              | 1 mei 2000       | LINEAR      |
| (30309) -            | 2000 JR2              | 3 mei 2000       | K. Korlević |
| (30310) -            | 2000 JO9              | 3 mei 2000       | LINEAR      |
| (30311) -            | 2000 JS10             | 9 mei 2000       | LINEAR      |
| (30312) -            | 2000 JC11             | 3 mei 2000       | LINEAR      |
| (30313) -            | 2000 JF14             | 6 mei 2000       | LINEAR      |
| (30314) -            | 2000 JH14             | 6 mei 2000       | LINEAR      |
| (30315) -            | 2000 JM14             | 6 mei 2000       | LINEAR      |
| (30316) -            | 2000 JT14             | 6 mei 2000       | LINEAR      |
| (30317) -            | 2000 JR15             | 3 mei 2000       | LINEAR      |
| (30318) -            | 2000 JW15             | 5 mei 2000       | LINEAR      |
| (30319) -            | 2000 JT16             | 5 mei 2000       | LINEAR      |
| (30320) -            | 2000 JP17             | 6 mei 2000       | LINEAR      |
| (30321) -            | 2000 JT17             | 6 mei 2000       | LINEAR      |
| (30322) -            | 2000 JU17             | 6 mei 2000       | LINEAR      |
| (30323) -            | 2000 JV17             | 6 mei 2000       | LINEAR      |
| (30324) -            | 2000 JS19             | 5 mei 2000       | LINEAR      |
| (30325) -            | 2000 JV20             | 6 mei 2000       | LINEAR      |
| (30326) -            | 2000 JS21             | 6 mei 2000       | LINEAR      |
| (30327) -            | 2000 JP22             | 6 mei 2000       | LINEAR      |
| (30328) -            | 2000 JX22             | 7 mei 2000       | LINEAR      |
| (30329) -            | 2000 JR23             | 7 mei 2000       | LINEAR      |
| (30330) -            | 2000 JY24             | 7 mei 2000       | LINEAR      |
| (30331) -            | 2000 JT26             | 7 mei 2000       | LINEAR      |
| (30332) -            | 2000 JW26             | 7 mei 2000       | LINEAR      |
| (30333) -            | 2000 JH27             | 7 mei 2000       | LINEAR      |
| (30334) -            | 2000 JN28             | 7 mei 2000       | LINEAR      |
| (30335) -            | 2000 JU28             | 7 mei 2000       | LINEAR      |
| (30336) -            | 2000 JD29             | 7 mei 2000       | LINEAR      |
| (30337) -            | 2000 JO29             | 7 mei 2000       | LINEAR      |
| (30338) -            | 2000 JW29             | 7 mei 2000       | LINEAR      |
| (30339) -            | 2000 JQ32             | 7 mei 2000       | LINEAR      |
| (30340) -            | 2000 JY32             | 7 mei 2000       | LINEAR      |
| (30341) -            | 2000 JT33             | 7 mei 2000       | LINEAR      |
| (30342) -            | 2000 JX35             | 7 mei 2000       | LINEAR      |
| (30343) -            | 2000 JB36             | 7 mei 2000       | LINEAR      |
| (30344) -            | 2000 JG36             | 7 mei 2000       | LINEAR      |
| (30345) -            | 2000 JN36             | 7 mei 2000       | LINEAR      |
| (30346) -            | 2000 JK37             | 7 mei 2000       | LINEAR      |
| (30347) -            | 2000 JY37             | 7 mei 2000       | LINEAR      |
| (30348) -            | 2000 JD38             | 7 mei 2000       | LINEAR      |
| (30349) -            | 2000 JV38             | 7 mei 2000       | LINEAR      |
| (30350) -            | 2000 JA39             | 7 mei 2000       | LINEAR      |
| (30351) -            | 2000 JK39             | 7 mei 2000       | LINEAR      |
| (30352) -            | 2000 JL39             | 7 mei 2000       | LINEAR      |
| (30353) -            | 2000 JQ39             | 7 mei 2000       | LINEAR      |
| (30354) -            | 2000 JR39             | 7 mei 2000       | LINEAR      |
| (30355) -            | 2000 JU39             | 7 mei 2000       | LINEAR      |
| (30356) -            | 2000 JJ41             | 7 mei 2000       | LINEAR      |
| (30357) -            | 2000 JJ45             | 7 mei 2000       | LINEAR      |
| (30358) -            | 2000 JF49             | 9 mei 2000       | LINEAR      |
| (30359) -            | 2000 JE50             | 9 mei 2000       | LINEAR      |
| (30360) -            | 2000 JY50             | 9 mei 2000       | LINEAR      |
| (30361) -            | 2000 JJ51             | 9 mei 2000       | LINEAR      |
| (30362) -            | 2000 JD54             | 6 mei 2000       | LINEAR      |
| (30363) -            | 2000 JW54             | 6 mei 2000       | LINEAR      |
| (30364) -            | 2000 JX54             | 6 mei 2000       | LINEAR      |
| (30365) -            | 2000 JO55             | 6 mei 2000       | LINEAR      |
| (30366) -            | 2000 JC57             | 6 mei 2000       | LINEAR      |
| (30367) -            | 2000 JS57             | 6 mei 2000       | LINEAR      |
| (30368) -            | 2000 JT57             | 6 mei 2000       | LINEAR      |
| (30369) -            | 2000 JU58             | 6 mei 2000       | LINEAR      |
| (30370) -            | 2000 JA59             | 6 mei 2000       | LINEAR      |
| (30371) -            | 2000 JR59             | 7 mei 2000       | LINEAR      |
| (30372) -            | 2000 JK62             | 7 mei 2000       | LINEAR      |
| (30373) -            | 2000 JO62             | 9 mei 2000       | LINEAR      |
| (30374) -            | 2000 JU62             | 9 mei 2000       | LINEAR      |
| (30375) -            | 2000 JD63             | 9 mei 2000       | LINEAR      |
| (30376) -            | 2000 JE65             | 5 mei 2000       | LINEAR      |
| (30377) -            | 2000 JL66             | 6 mei 2000       | LINEAR      |
| (30378) -            | 2000 JW67             | 6 mei 2000       | Spacewatch  |
| (30379) -            | 2000 JY69             | 2 mei 2000       | LONEOS      |
| (30380) -            | 2000 JE76             | 6 mei 2000       | LINEAR      |
| (30381) -            | 2000 JN76             | 6 mei 2000       | LINEAR      |
| (30382) -            | 2000 JB81             | 15 mei 2000      | Črni Vrh    |
| (30383) -            | 2000 KZ1              | 26 mei 2000      | Črni Vrh    |
| (30384) -            | 2000 KK3              | 27 mei 2000      | LINEAR      |
| (30385) -            | 2000 KG8              | 27 mei 2000      | LINEAR      |
| (30386) -            | 2000 KL16             | 28 mei 2000      | LINEAR      |
| (30387) -            | 2000 KN16             | 28 mei 2000      | LINEAR      |
| (30388) -            | 2000 KJ17             | 28 mei 2000      | LINEAR      |
| (30389) -            | 2000 KW17             | 28 mei 2000      | LINEAR      |
| (30390) -            | 2000 KX17             | 28 mei 2000      | LINEAR      |
| (30391) -            | 2000 KA23             | 28 mei 2000      | LINEAR      |
| (30392) -            | 2000 KX26             | 28 mei 2000      | LINEAR      |
| (30393) -            | 2000 KN30             | 28 mei 2000      | LINEAR      |
| (30394) -            | 2000 KZ32             | 28 mei 2000      | LINEAR      |
| (30395) -            | 2000 KQ36             | 28 mei 2000      | LINEAR      |
| (30396) -            | 2000 KV36             | 28 mei 2000      | LINEAR      |
| (30397) -            | 2000 KU39             | 24 mei 2000      | Spacewatch  |
| (30398) -            | 2000 KM41             | 30 mei 2000      | P. Kušnirák |
| (30399) -            | 2000 KF42             | 28 mei 2000      | LINEAR      |
| (30400) -            | 2000 KL42             | 28 mei 2000      | LINEAR      |